# 膠州直隸州
膠州直隸州：清朝的直隸州。編制上為：「衝，繁，難」三字要缺。
元朝时，置胶州。明朝時，屬山東省萊州府管轄的「散州」，領縣二：高密县、即墨縣。清朝雍正時期，規定天下「散州」不可轄縣，所以高密與即墨兩縣獨立出去改屬萊州府，膠州也同樣屬於萊州府。清晚期光緒三十一年（1905年），升格為「直隸州」，按清朝的制度，直隸州理應可以管轄縣分，所以高密與即墨兩縣，又回歸膠州直隸州管轄。1897年，一部析出划为德国胶澳租借地。
民國時期，全國實行廢州改縣，膠州直隸州被降格為山東省胶县，而高密與即墨兩縣也又獨立出去；后期胶县一度并入青岛市，改做胶州区。胶县在1987年又改為胶州市，成為青岛市代管的縣級市。